# Lista över svenska hydrofonbojfartyg
Detta är en lista över svenska hydrofonbojfartyg.

## Utrangerade
Ejdern-klass
- HMS Ejdern (B01)
- HMS Krickan (B02)
- HMS Svärtan (B03)
- HMS Viggen (B04)